# Mount Rosseau
Mount Rosseau är ett berg i Kanada.   Det ligger i provinsen British Columbia, i den sydvästra delen av landet, 3 700 km väster om huvudstaden Ottawa. Toppen på Mount Rosseau är 1 958 meter över havet, eller 658 meter över den omgivande terrängen. Bredden vid basen är 5,8 km. Mount Rosseau ligger vid sjön Love Lake.
Terrängen runt Mount Rosseau är bergig norrut, men söderut är den kuperad.Runt Mount Rosseau är det mycket glesbefolkat, med 3 invånare per kvadratkilometer.. Det finns inga samhällen i närheten. 
I omgivningarna runt Mount Rosseau växer i huvudsak barrskog.